# San Marzano di San Giuseppe
San Marzano di San Giuseppe este o comună din provincia Taranto, regiunea Puglia, Italia, cu o populație de 8.908 de locuitori&#32 (2022);și o suprafață de 19,19 km².

## Demografie
San Marzano di San Giuseppe - evoluția demografică

|  | Graficele sunt indisponibile din cauza unor probleme tehnice. Mai multe informații se găsesc la Phabricator și la wiki-ul MediaWiki. |

Date: Recensăminte sau birourile de statistică - grafică realizată de Wikipedia